# Sășcioara, Vâlcea
Sășcioara este un sat în comuna Zătreni din județul Vâlcea, Oltenia, România.
In centrul satului se află biserica și un monument al eroilor căzuți in lupte in primul război mondial. Prin centrul satului trece un mic pârâu, numit Matca al cărui debit variază in funcție de anotimp, având o lațime  medie de 1 metru si o adâncime de la 0 la 2 metri in momentele de după ploi, si care se varsa in Olteț. Altitudinea medie este de 230 metri, situarea intre dealuri asigurându-i un climat liniștit. Populația este alcatuită majoritar din români.Este situat la cca. 3 km est de centrul administrativ al comunei Zătreni, iar accesul este facilitat de drum asfaltat și lânga biserica este punctul terminus al curselor de autobuz cu plecare din București.